# 保罗·奥多诺万
保罗·奥多诺万（英語：Paul O'Donovan，1994年4月19日—），爱尔兰男子赛艇运动员。他曾代表爱尔兰参加2016年和2020年夏季奥林匹克运动会赛艇比赛，获得一枚金牌和一枚银牌。